# Jean-Baptiste Franceschi-Delonne

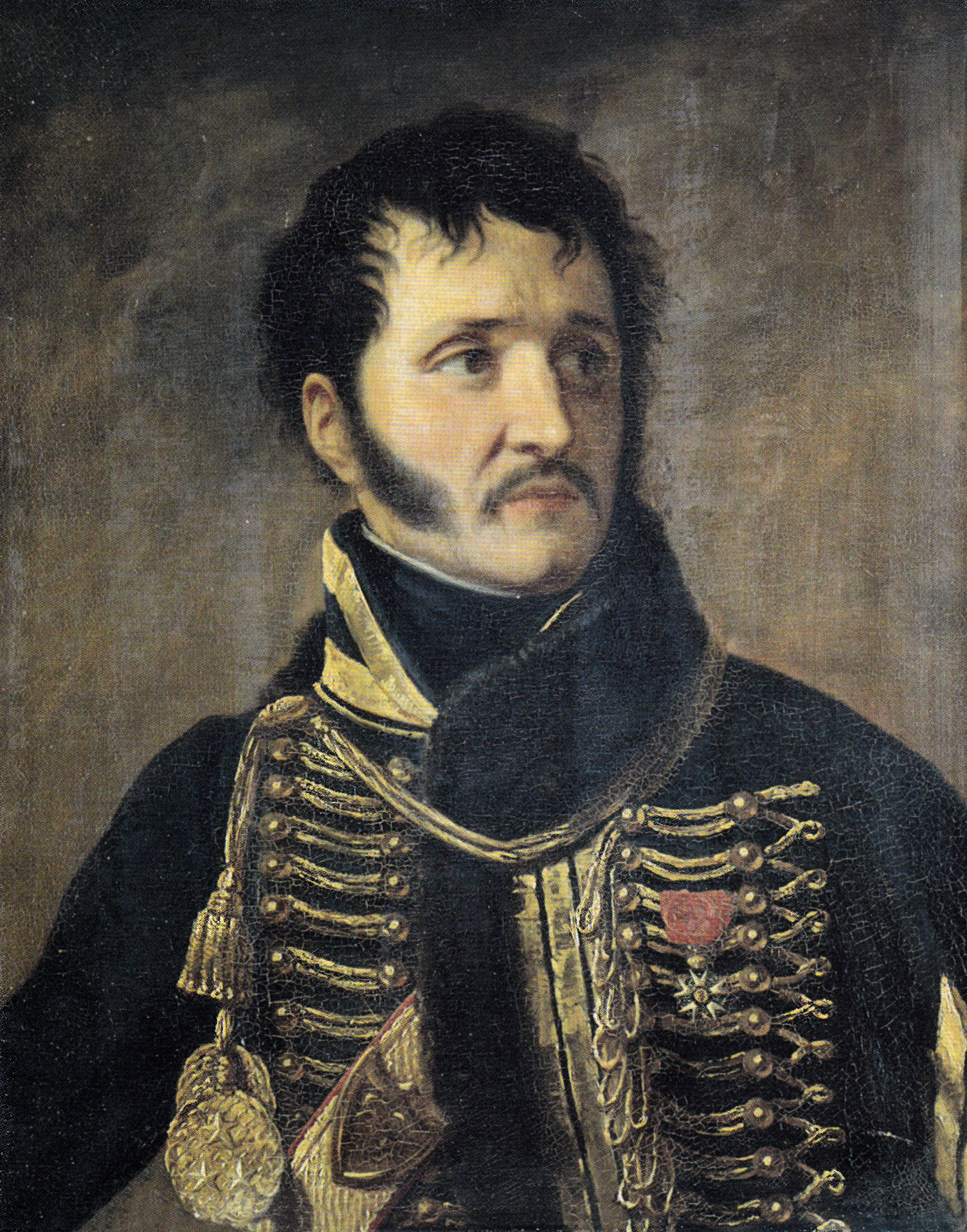
Jean-Baptiste Franceschi-Delonne

Jean-Baptiste Franceschi-Delonne (* 4. September 1767 in Lyon; † 23. Oktober 1810 in Carthagena) war ein französischer Général de brigade der Kavallerie.

## Leben und Wirken
Franceschi-Delonne war ein Sohn des Stuckateurs Regle Francisqui und dessen Ehefrau Marie-Barbe Delonne; er hatte einen Zwillingsbruder, Charles-Joseph, mit dem er zusammen in der Église Sainte-Croix auch getauft wurde. Seinen ersten künstlerischen Unterricht erfuhr er durch seinen Vater und später an einer Kunstschule seiner Heimatstadt. Durch seine Lehrer unterstützt, konnte er als Bildhauer auf einigen Ausstellungen reüssieren und wurde dort auch durch den Prix de Rome ausgezeichnet.
Dieser Preis ermöglichte Franceschi-Delonne einen Studienaufenthalt an der Académie de France à Rome (→Villa Medici). 1792 kehrte er nach Frankreich zurück und ließ sich in Paris nieder. Im September desselben Jahres trat er in die Compagnie des Arts ein und wurde dort sehr schnell zum Sous-lieutenant befördert. Später wechselte er in die Rheinarmee und kam dort zur Artillerie.
Franceschi-Delonne konnte sich in den Koalitionskriegen durch Mut und Tapferkeit auszeichnen und wurde deswegen auch mehrfach befördert. Er kämpfte bei Neuwied (18. April 1797) und nahm an der Belagerung von Genua (April/Juni 1800) teil.
Nach der Schlacht bei Austerlitz (2. April 1805) wurde Franceschi-Delonne zum Général de brigade befördert und gehörte 1806 für kurze Zeit dem Stab von Eugène de Beauharnais an. 1807 bestimmte ihn Napoleon zum Aide-de-camp für seinen Joseph Bonaparte und schickte ihn nach Neapel (→Königreich Neapel). Am 8. Februar 1808 heiratete Franceschi-Delonne im Königspalast Portici Anne-Adelaïde Dumas, eine Tochter von General Matthieu Dumas. Über seine Schwiegermutter war er damit entfernt auch mit dem Schriftsteller Pierre-Augustin Caron de Beaumarchais verwandt.
Als Napoleon seinen Feldzug nach Spanien plante, kam Franceschi-Delonne in den Stab von Marschall Michel Ney. Er kämpfte bei Vimeiro (21. August 1808), La Coruña (16. Januar 1809) und Braga (18./20. März 1809).
Während der Schlacht bei Talavera (27./28. Juli 1809) war Franceschi-Delonne mit wichtigen (und geheimen) Depeschen für Napoleon unterwegs, als er verwundet wurde und in Gefangenschaft geriet. Mit einigen anderen Offizieren kam er zuerst nach Sevilla und wurde später in den Kerkern der Alhambra (Granada) inhaftiert. Seine Verletzungen wurden nicht behandelt und so starb er nach einer weiteren Verlegung am 23. Oktober 1810 im Castillo de la Concepción von Carthagena.

## Ehrungen
- 1810 Baron de l’Émpire
- Sein Name findet sich am westlichen Pfeiler (36. Spalte) des Triumphbogens am Place Charles-de-Gaulle (Paris).